# Luis Angel Cabrera
Luis Angel Cabrera, född 20 maj 1995, är en venezuelansk boxare.
Cabrera tävlade för Venezuela vid olympiska sommarspelen 2016 i Rio de Janeiro, där han blev utslagen i den första omgången i lättvikt.